# Palais présidentiel (Sao Tomé-et-Principe)
Pour les articles homonymes, voir Palais présidentiel (homonymie).
Le palais présidentiel de Sao Tomé-et-Principe (en portugais : Palácio Presidencial de São Tomé e Príncipe, également connu sous le nom de Palácio do Povo) est la résidence officielle du président de la république de Sao Tomé-et-Principe, située dans la capitale, São Tomé. La structure de style colonial portugais du XIXe siècle servait autrefois de résidence au gouverneur de São Tomé-et-Principe portugais, jusqu'en 1975, date à laquelle le pays a obtenu son indépendance.

## Localisation
Le palais présidentiel est un grand manoir en forme de L entouré d'un grand jardin. Le palais a deux étages et une façade rose avec des éléments néoclassiques simples. Il est entouré de colonnes en béton rose et d'une haute clôture en fer avec une entrée étroitement surveillée. Sa façade principale est située sur la Rua de St. António do Príncipe entre l'Avenida da Independência et l'Avenida 12 de Julho, et ce, à côté de la Praça do Povo (Place du peuple). Il est également à proximité de la cathédrale Notre-Dame-de-Grâce et de la baie d'Ana Chaves,.  

## Construction
La date exacte de construction du palais présidentiel demeure inconnue. Il est construit sur le site où Álvaro Caminha, un des premiers administrateurs de São Tomé et Príncipe portugais, a ordonné la construction de la Torre do Capitão (Tour du Capitaine) entre 1492 et 1493. La tour est tombée en ruine et successivement remplacée par des bâtiments gouvernementaux, dont la présence est attestée par des documents d'époque en 1835 et en 1844, puis par le palais actuel, attesté par des photographies en 1885. João Sousa Morais et Joana Bastos Malheiro, chercheurs sur l'histoire architecturale de Sao Tomé-et-Principe, admettent que la structure a été probablement construite entre ces deux dernières années,.  